# 2711 Aleksandrov
2711 Aleksandrov este un asteroid din centura principală, descoperit pe 31 august 1978, de Nikolai Cernîh.